# 698609 Angli
698609 Angli este o planetă minoră (asteroid) din centura de asteroizi. A fost descoperită pe 8 martie 2018 la  de . 
Obiectul prezintă o orbită caracterizată de o semiaxă mare de 3,1070135277544 UAi, o excentricitate de 0,073623337781276, o înclinație de 4,9665463435671 ° în raport cu ecliptica.